# American Friends
American Friends é um filme de drama do Reino Unido dirigido por  Tristram Powell e lançado em 1991.

## Resumo
Por volta de 1860, durante umas férias na Suíça, um velho professor de Oxford trava amizade com duas mulheres americanas. Ao regressar a Inglaterra é confrontado com as concepções morais da sua escola.

## Elenco
- Michael Palin
- Trini Alvarado
- Connie Booth
- Bryan Pringle
- Fred Pearson
- Alfred Molina
- Susan Denaker
- Jimmy Jewel
- Alun Armstrong
- David Calder
- Robert Eddison
- Simon Jones
- Sheila Reed
- Edward Rawle-Hicks
- Ian Dunn
- Charles McKeown
- Jonathan Firth